# 정민수 (축구 선수)
정민수(1984년 5월 6일 ~ )는 대한민국의 전 축구 선수로, 포지션은 미드필더였다.